# Eternal Love of Dream
Eternal Love of Dream (chinês: 三生三世枕上书, pinyin: Sān shēng sānshì zhěn shàngshū), também conhecido por Três Vidas, Três Mundos: O Livro de Cabeceira, é uma série de televisão chinesa de 2020 estrelada por Dilraba Dilmurat e Vengo Gao. A série é baseada no romance de mesmo nome de autoria de Tangqi Gongzi, sendo a sequência do aclamado drama de 2017, Amor Eterno. A série começou a ser exibida pela Tencent Video a partir de 22 de janeiro de 2020.
Três Vidas, Três Mundos: O Livro de Cabeceira ultrapassou 190 milhões de visualizações no primeiro dia de lançamento.

## Sinopse
Dilraba Dilmurat revive seu papel de Amor Eterno como Bai Feng Jiu, Princesa Imperial de Qing Qiu - única raposa vermelha de nove caudas deste mundo de deidades.
Enquanto busca cultivo na montanha Qinyao, Feng Jiu acaba nas terras da Tribo Demoníaca, onde é atacada por uma fera, sendo salva pelo Lorde Imperial, primeiro Imperador da Tribo Celestial, Dong Hua - vivido mais uma vez por Vengo Gao.
Grata e endividada, pelas leis de Qing Qiu, Feng Jiu acompanha Dong Hua para derrotar o Lorde Demônio, Miao Luo.
Com o passar do tempo ao lado do indiferente Dong Hua, Feng Jiu percebe que sua gratidão evoluiu lentamente para o amor. Apesar do tempo ser capaz de esquentar os corações mais frios, quantas existências serão capazes de unir esses dois corações?

## Elenco

### Protagonistas
| Ator             | Personagem              | Introdução |
| ---------------- | ----------------------- | --- |
| Dilraba Dilmurat | Bai Feng Jiu (A'Lanrou) | Princesa Imperial de Qing Qiu. Única raposa vermelha de nove caudas conhecida. É a filha de Bai Yi e sobrinha de Bai Qian. Feng Jiu tem um carater ingenuo e travesso, possuindo também aptidão culinária.                         |
| Vengo Gao        | Dong Hua                | Primeiro Imperador da Tribo Celestial, Dong Hua foi quem liderou os 62 generais imortais na batalha entre deuses e demônios, salvando os Seis Reinos. Apesar de frio e indiferente, o Lorde Imperial, é reverenciado e respeitado. |

### Elenco de apoio

#### Qing Qiu
| Ator          | Personagem         | Introdução |
| ------------- | ------------------ | --- |
| Zhang Gong    | Bai Zhi            | Rei da Tribo das Raposas |
| Ma Rui        | Rainha das Raposas | Esposa de Bai Zhi. Mãe de Bai Yi, Bai Zhen e Bai Qian. |
| Baron Chen    | Zhe Yan            | A primeira divindade fênix dos Seis Reinos. Famoso por seus vinhos de pêssego, é um renomado médico que mora na Floresta de Flores de Pessegueiro. Tem um relacionamento com Bai Zhen. |
| Leng Haiming  | Bai Yi             | Pai de Feng Jiu. |
| Zhang Yufei   |                    | Mãe de Feng Jiu. |
| Huang Junjie  | Bai Zhen           | Quarto filho do Rei Raposa. Vive na Floresta de Flores de Pessegueiro, com Zhe Yan. Adora beber e deseja viver uma vida despreocupada.                                                 |
| Yang Mi       | Bai Qian           | Filha mais nova do Rei da Tribo das Raposas. Ex-monarca do Reino Qing Qiu e atual Princesa Herdeira da Tribo Celestial. Mãe de A'Li.                                                   |
| Zhang Mingcan | A'Li               | Filho de Bai Qian e Ye Hua. |
| Kou Jinghao   | Bai Gungun         | Filho de Feng Jiu e Dong Hua. |
| Xhao Zigi     | Mi Gu              | Um espírito de árvore. Zelador de Qing Qiu. |
| Wang Yiming   | Xiao Jingwei       | Montaria de Bai Zhen, colega de classe de Feng Jiu. |

#### Nove Céus
| Ator          | Personagem          | Introdução |
| ------------- | ------------------- | --- |
| Jiang Kai     | Imperador Celestial | Atual governante dos Nove Céus |
| James Li      | Lian Song           | Terceiro Príncipe Imperial dos Nove Céus. Amigo de Dong Hua. Gosta de fofocas e boa vida. É apaixonado por Cheng Yu. |
| Dylan Kuo     | Su Moye             | Segundo Príncipe do Mar Ocidental. Professor de A'Lanrou que a salva do ninho de cobras. Descobre estar apaixonado por A'Lanrou depois de sua morte.                                                                                            |
| Wang Xiao     | Siming              | Uma divindade responsável pelo destino da humanidade. Conhecido como uma das duas enciclopédias ambulantes do céu, Siming adora fofocar. Ele é próximo de Dong Hua e Lian Song, bem como de Feng Jiu, a quem ajudou a se aproximar de Dong Hua. |
| Yuan Yuxuan   | Cheng Yu            | Uma imortal que foi trazida do Reino Mortal para os Nove Céus pelo Lorde Celestial. É uma amiga de Bai Feng Jiu. Está apaixonada por Lian Song.                                                                                                 |
| Wang Yifei    | Zhi He              | Uma divindade da água abaixo de Lian Song. Irmã adotiva de Dong Hua (seus pais ajudaram a criar Dong Hua). Ela se apaixona por Dong Hua e, por ciúme, intimida Feng Jiu durante sua estada no palácio Tai Chen.                                 |
| Hu Yunhao     | Xie Gucho           | Senhor do Submundo, encarregado das reencarnações humanas. Amigo de Feng Jiu, a ajudou a criar A’Lanruo. |
| Zhang Yunlong | Cang Yi             | Divindade do Monte Zhi Yue. Apaixonou-se por Feng Jiu à primeira vista, quase casando-se com ela 70 anos atrás. |
| Chong Ming    | Meng Hao            | Uma divindade dragão aquática que serviu a Dong Hua. Pai de Ji Heng. Ele foi trancado no Monte Bai Shui, onde conheceu Ji Heng e morreu salvando-a. Antes de morrer, pede a Dong Hua para cuidar de sua filha em seu lugar.                     |
| Wang Minghui  | Yun Zhuang          | Ajudou a lançar a sombra de Dong Hua no vale Meng Vin e criou uma das almas para ser Shen Ye |
| Fan Zhixin    | Zhong Lin           | Cuida do Palácio de Dong Hua. |
| Chen Siche    | Yu Ru               | Assistente pessoal de Zhi He |
| Wang Mengjiao | Zhao Lu             | Empregada do palácio de Dong Hua. Amiga de Feng Jiu. |

#### Vale de Fan Yin & Sonho de A’Lanruo
| Ator                | Personagem       | Introdução |
| ------------------- | ---------------- | --- |
| Li Jinrong          | Xiangli Que      | Antigo rei da Tribo Pássaro Biyi. Pai biológico de A’Lanruo e Chang Di. Se rebelou contra seu pai, tomando o trono para si por estar apaixonado por Qing Hua, que na época era sua cunhada. Queria matar Qing Hua, filha de seu irmão, mas poupou-a por Qing Hua. Foi envenenado pela esposa. |
| Che Yongli          | Qing Hua         | Rainha anterior da Tribo Pássaro Biyi. Mãe de A’Lanruo. Favorece a filha que teve com seu primeiro esposo, sendo cruel com A’Lanruo. |
| Li Bowen            | Xiangli He       | Príncipe herdeiro da Tribo Pássaro Biyi, posteriormente se tornando rei. Foi manipulado por sua mãe para lutar em uma guerra com a Tribo da Coruja. Sua mãe o queria morto para que sua filha mais velha pudesse ser rainha.                                                                  |
| Fu Miao Sun Xuening | Xiangli Ju Nuo   | Primeira princesa e atual rainha da Tribo Pássaro Biyi. Mãe de Xiangli Meng. Noiva de Shen Ye. Era cruel com A’Lanruo, mas arrependeu-se depois da morte da irmã, ao tornar-se rainha. |
| Ma Zhehan           | Xiangli Chang Di | Terceira princesa da Tribo Pássaro Biyi. Arrogante e obstinada, está apaixonad por Xi Ze equer A’Lanruo |
| Yi Daqian           | Xiangli Meng     | Segundo príncipe da Tribo Pássaro Biyi. Se apaixonou por Feng Jiu desde que ela o salvou no Monte Zhi Yu. |
| Dilraba Dilmurat    | Xiangli A’Lanruo | Segunda princesa da Tribo Pássaro Biyi. Ela é na verdade a sombra de Feng Jiu, nascida para cumprir todos os desejos de Shen Ye. O rei e a rainha a abandonaram quando criança e ela foi criada por cobras.                                                                                   |
| Vengo Gao           | Shen Ye          | Arquimago da Tribo Pássaro Biyi. Primo de A'Lanruo, que se apaixonou por ela e cuidou dela desde que a encontrou ainda bebê em um ninho de cobras. |
| Zhu Yongteng        | Xi Ze            | Antigo arquimago da Tribo Pássaro Biyi. Marido de A’Lanruo (apenas de nome) e mestre de Shen Ye. Dong Hua se passa por Xi Ze quando ele entra no sonho de A’Lanruo. |
| Tian Xuanning       | Wen Tian         | Uma professora na Academia Real. A'Lanruo assinou seu nome nas cartas que enviava para Shen Ye. |
| Zhuang Dafei        | Jie Lu           | Primo de Xiangli Meng. Apesar de gostar de Dong Hua, permanece uma amiga fiel a Feng Jiu. |
| Ye Yunfei           | Cha Cha          | Assistente pessoal de A'Lanruo. |

#### Tribo Demoníaca
| Ator         | Personagem | Introdução |
| ------------ | ---------- | --- |
| Zhang Wen    | Miao Luo   | Criada de energia escura vinda do Reino Hui Ming, foi governante da Tribo Demoníaca. |
| Jin Zehao    | Xu Yang    | Governante do Clã Demônio Vermelho. Irmão adotivo de Ji Heng. Se considera como um irmão de Yan Chi Wu. Gostaria que Ji Heng se casasse com Dong Hua para fortalecer seu poder. |
| Liu Yuxin    | Ji Heng    | Princesa do Clã Demônio Vermelho. Ficou ao lado de Dong Hua como discípula após a morte de seu pai. Primeiramente, estava apaixonada por seu guarda-costas, Min Su, até sua morte e descoberta que era uma mulher disfarçada. Gradualmente, se apaixona por Dong Hua. Ao final da história, retribui os sentimentos de Yan Chiwu. |
| Liu Ruilin   | Yan Chiwu  | Governante do Clã Demônio Verde. Irmão mais novo de Zi Lan. É profundamente apaixonado por Ji Heng. Inicialmente, não gosta de Dong Hua em razão do casamento arranjado com Ji Heng, tentando até mesmo duelar com o Lorde Celestial. Torna-se amigo de Feng Jiu.                                                                 |
| Dai Xiangyu  | Nie Chuyin | Um dos Sete Lordes da Tribo Demoníaca. É obcecado por peles. Deseja a posição de Xu Yang, compactuando com Miao Luo. Para isso, usa Ji Heng, desmemoriada depois de cair de um penhasco, na busca de uma pedra capaz de auxiliar na libertação de Miao Luo.                                                                       |
| Wang Ruoshan | Min Su     | Guarda-costas e serva de Ji Heng. Ji Heng era apaixonada por ela, crendo que ela era um homem. Era apaixonada por Xu Yang. |
| Wang Kui     | Xuan Yue   | Subordinado de Yan Chiwu |

#### Reino Mortal
| Ator             | Personagem   | Introdução |
| ---------------- | ------------ | --- |
| Vengo Gao        | Song Xuanren | Imperador do Reino de Cheng Yu. Uma identidade mortal de Dong Hua usada para cultivo. |
| Dilraba Dilmurat | Consorte Jiu | Consorte de Song Xuanren, tentando ajudar Dong Hua em sua provação. |
| Xu Shaoying      | Ye Qingti    | General de confiança de Song Xuanren. Filho mais velho de Ye Zhen, marquês com raízes no exército. Gosta de Feng Jiu. Mais tarde, foi transformado em um imortal por Feng Jiu em agradecimento por ter dado a vida por ela. |
| Liu Yuxin        | Chu Wan      | Consorte de Song Xuanren. Princesa Adotada do Reino de Chong'an. A identidade mortal de Ji Heng depois que ela caiu de um penhasco e perdeu a memória.                                                                      |
| Wang Ruoshan     | Ling Xiang   | Serva de Chu Wan. Extremamente parecida com Min Su. |
| Hu Kun           | Song Xueying | |
| Yang Mingna      | Consort Xian | |

## Produção
A série começou a ser filmada em junho de 2018 no Hengdian World Studios, e terminou em novembro de 2018.  

## Recepção
Três Vidas, Três Mundos: O Livro de Cabeceira  tem uma classificação de 6,8 em Douban.

## Trilha Sonora
| N° | Título                                                                       | Letra     | Música   | Interpretes                     | Duração |
| -- | ---------------------------------------------------------------------------- | --------- | -------- | ------------------------------- | ------- |
| 1. | "Person By The Bedside (枕边人)" "Pessoa ao lado na cama" (Tema de abertura) | Liu Chang | Tan Xuan | Tiger Hu                        | 4:29    |
| 2. | "Deliberately (偏偏)" "Deliberadamente" (Tema de encerramento)               | Luan Jie  | Tan Xuan | Dilraba Dilmurat & Silence Wang | 4:00    |
| 3. | "Book of Fate (缘字书)" "Livro do Destino"                                   | Duan Sisi | Tan Xuan | Su Shiding                      | 4:01    |
| 4. | "Heart Desire at Peace (心欲止水)" "Desejo do Coração em Paz"                | Liu Chang | Tan Xuan | Zhang Bichen                    | 4:31    |